# フサウミコップ
フサウミコップは軟水母目ウミサカヅキガヤ科ウミコップ属のクラゲ、あるいはヒドロ虫の一種。
ポリプは群体性で、鞘に包まれる。ヒドロ根は海藻の表面などを這い、所々から茎を立て、枝分かれして多数のヒドロ莢を付ける。ヒドロ莢はコップ型で口の部分に十数個のさほど尖らない歯がある。
クラゲは直径約1cmで、小皿を伏せた様な形をした体の柔らかいクラゲである。